# Rasolyckan i Loen 1905

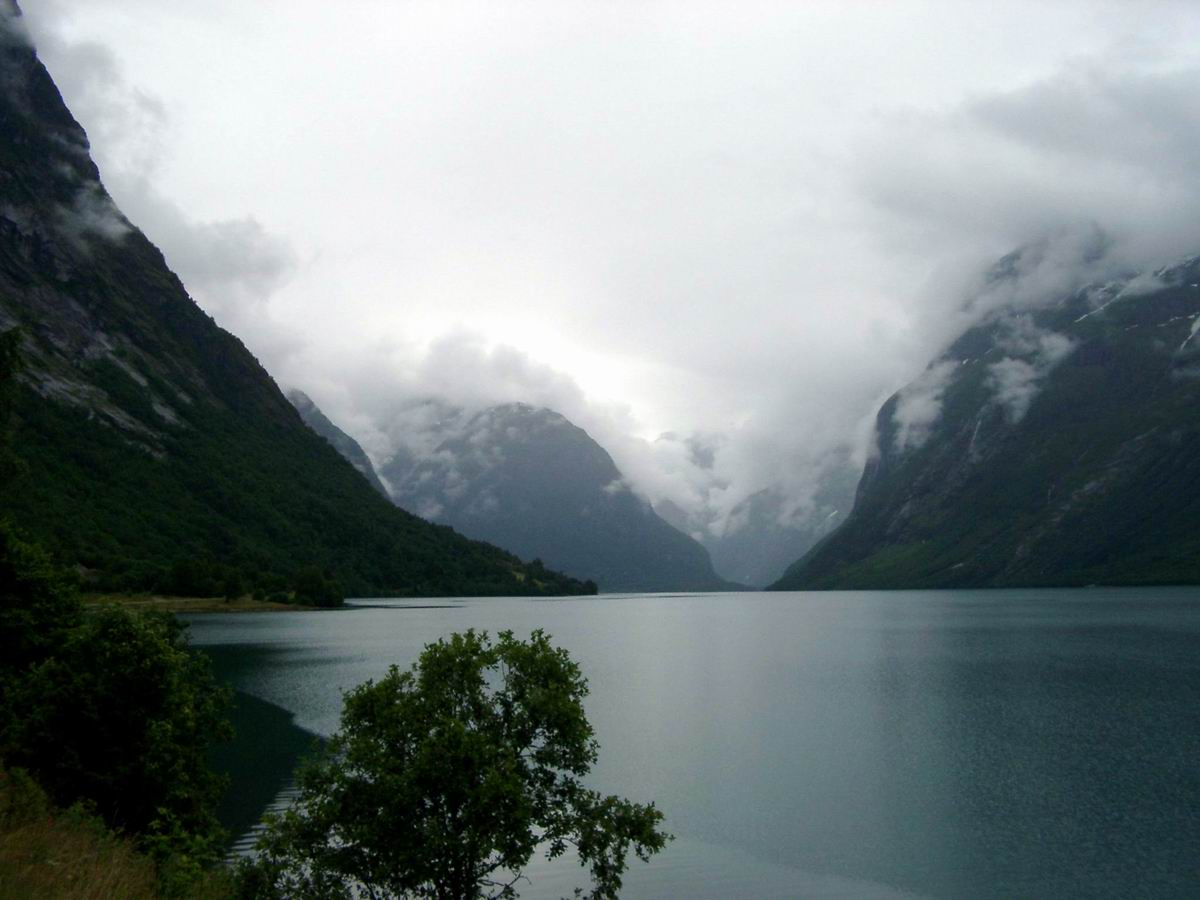
Lovatnet

Rasolyckan i Loen 1905 inträffade den 15 januari 1905 i Loen, Stryns kommun i Sogn og Fjordane fylke i Norge.
Delar av berget rasade ner från det 1493 meter höga Ramnefjellet i sjön Lovatnet (även kallad Loenvatnet eller Lodalsvatnet), varefter en flodvåg drabbade byarna Nesdal och Bødal. 61 människor omkom, varav endast nio hittades. De övriga 52 försvann i Lovatnet.